# بزموت سبسترات/مترونيدازول/تيتراسايكلن
بزموت سبسترات/مترونيدازول/تيتراسايكلن (بالإنجليزية: Bismuth subcitrate/metronidazole/tetracycline)‏ واسمهُ التجاري بيليرا (بالإنجليزية: Pylera)‏ هوَ دواء مُركب يُستعمل لِعلاج القُرحة الهضمية المُترافقة مع الإصابة بجرثومة المعدة الملوية البوابية.

## آلية العمل
آلية عَمل البزموت غير مَعروفة، ويرجع السبب في ذلك إلى:
- تداخله مع وَظيفة الغشاء الخلوي للبكتيريا.
- تداخله مع تصنيع البروتينات وَالجدار الخلوي.
- تداخله مع عَمل إنزيم اليورياز، وَالتصاق الخلايا.
- تداخله مع تصنيع الأدينوسين ثلاثيُّ الفوسفات.
- تداخله مع آلية انتقال الحديد.

## الاستعمالات الطبية
يُستعمل هذا الدواء المُركب مَع الأوميبرازول كعلاج رُباعي للقضاء على بكتيريا الملوية البوابية، كما يُستعمل أيضاً للوقاية من القرحة الهَضمية التي تُسببها هذه البكتيريا.

## موانع الاستعمال
يُمنع استعمال هذا الدواء من قبل النساء الحوامل؛ وذلكَ لأنَّ التيتراسايكلن يؤدي إلى حدوث تشوهات في أسنان وعظام الأطفال قبل الوِلادة. يُمنع استعمال هذا الدواء أيضاً من قبل النِساء المُرضعات والأطفال حتى سن 12 عاماً والمَرضى الذين يُعانون من ضعف وظائف الكَبد أو الكُلى؛ وذلك لأنهُ لم يتم إجراء أي دراسات حول أثر هذا الدواء عليهم للتأكد من سلامته، كما أنَّ التيتراسايكلن قد يكون ضاراً لدى مرضى الكَبد.

## الآثار الجانبية
تحدث الآثار الجانبية لهذا الدواء نتيجة احتوائه على عدة مُكونات بالإضافة إلى وجود المضادات الحيوية، ويُعتبر الإسهال وَالغثيان وَخلل الذوق (يَشعر الشخص بطعم معدني) من أكثر الآثار الجانبية شيوعاً لهذا الدواء، ومن النادر حُدوث متلازمة ستيفنس جونسون (ولكن حُدوثها يُعتبر من الآثار الخَطرة على سَلامة الشَخص)، والذي من المُمكن أن يحدث نتيجةً لوجود المترونيدازول وَالتيتراسايكلن.

## الخصائص الكيميائية
بزموت سبسترات بوتاسيوم هوَ ملح يتكون مِن البزموت (Bi3+) وَالبوتاسيوم (K+) وَالسترات (C6H5O73−)، حيثُ يتكون من 25.6% بزموت (ويُعتبر الجزء النشط) وَ22.9% بوتاسيوم. يُعتبر التيتراسايكلن هيدروكلوريد وَالمترونيدازول مادة نقية.

## التفاعلات
يُؤدي تفاعل المترونيدازول مع الكُحول إلى حدوث أعراض شديدة مِثل التَقيؤ وَالاحمرار، كما أنَّ امتصاص التيتراسايكلن يَقل عند استعماله مع مشتقات الحَليب وَمضادات الحموضة وَالمواد الأخرى التي تحتوي على كالسيوم أو مغنسيوم أو ألومنيوم أو حديد.